# Buză
Buzele sunt o parte vizibilă a gurii la oameni și anumite animale. Buzele sunt moi, mobile și servesc drept deschidere pentru consumul alimentar și în articularea de sunete și cuvinte. Buzele omului sunt un organ senzorial tactil și pot fi erogene atunci când este utilizat la sărutat și în alte acte de intimitate. 